# Младо Нагоричане
Младо Нагоричане или понякога Младо Нагоричани или Младо Нагоричино (на македонска литературна норма: Младо Нагоричане) е село в Северна Македония, в община Старо Нагоричане.

## География
Местоположението на селото е североизточно от Куманово на надморска височина от 400 до 450 метра. Състои се от много разпръснати дялове, отдалечени едни от други на 500 до 2000 метра. През платото минава пътят от Куманово до Крива паланка. Селото вляво от пътя е Старо Нагоричане, а махалите вдясно са Младо Нагоричане.

## История
Църквата „Свети Георги Победоносец“ е от поствизантийския период (XV – XVII век), а „Света Петка“ е от XVII век.
В края на XIX век Младо Нагоричане е голямо българско село в Кумановска каза на Османската империя. Според статистиката на Васил Кънчов („Македония. Етнография и статистика“) от 1900 година Младо Нагоричино е населявано от 1410 жители българи християни.
Цялото християнско население на селото е под върховенството на Българската екзархия. По данни на секретаря на екзархията Димитър Мишев („La Macédoine et sa Population Chrétienne“) в 1905 година в Младо Нагоричино има 720 българи екзархисти и в селото функционира българско училище.
В 1904 - 1905 година сръбски четници убиват българския деец Славейко Граматиков.
През 1906-1907 година селото многократно е заплашвано и нападано от сръбски чети. На 31 октомври 1906 година са запалени и изгорени три къщи в Беломорската махала, на 26 ноември 1906 г. е изгорена къщата на кмета Пешо, а на 6 януари 1907 – една къща в Градиновската махала.
В учебната 1907/1908 година според Йован Хадживасилевич в селото има екзархийско училище.
След Междусъюзническата война селото попада в Сърбия. В 1913 година то е едно от селищата, в които се въвеждат специални мерки за сигурност и наблюдение, поради възможността за преминаване и укриване на чети на ВМРО. Както отбелязват сръбските власти, на 14 октомври 1913 година, въпреки подканянията, нито един местен жител не участва в посрещането на сръбския владика Викентий, който пътува за Крива паланка.
В Първата световна война 6 души от селото загиват като войници в Българската армия.
По време на българското управление във Вардарска Македония в годините на Втората световна война, Васил Г. Армянов е български кмет на Младо Нагоричане от 10 септември 1941 година до 30 юни 1942 година. След това кметове са Георги Теодосиев Михайлов от Скопие (30 юни 1942 – 30 октомври 1942), Йордан Николов Пешев от Куманово (14 декември 1942 – 30 септември 1943) и Стоян Петков Атанасов от Новоселяне (19 ноември 1943 – 9 септември 1944).
Според преброяването от 2002 година селото има 1292 жители.
| Националност     | Жители |
| ---------------- | ------ |
| северномакедонци | 1273   |
| албанци          | 1      |
| турци            | 0      |
| роми             | 0      |
| власи            | 0      |
| сърби            | 17     |
| бошняци          | 0      |
| други            | 1      |

## Личности
Родени в Младо Нагоричане
- Богдан Божинов, български революционер, деец на ВМОРО, четник на Кръсто Лазаров в 1915 година, родом от Старо или Младо Нагоричане[13]
- Ванко Спасов (? – 18 ноември 1924) , български революционер, деец на ВМРО[14]
- Величко Спасов (1880 – 1958), български революционер
- Георги Лазаров, деец на ВМОРО, войвода на четатата от Младо Нагоричане в 1907 година[15]
- Денко Кръстев (Кръстич) (1824/26 – 1882), сръбски революционер
- Денко Николов Попов, български революционер
- Донко Трайков, български революционер, деец на ВМОРО, четник на Кръсто Лазаров в 1915 година, родом от Старо или Младо Нагоричане[13]
- Зафир Сайтов, български революционер от ВМОРО, войвода на селската чета от Младо Нагоричани през 1907 година[16]
- Коле Денков, македоно-одрински опълченец, 2 рота на 11 сярска дружина[17]
- Милан Станков, македоно-одрински опълченец, 1 рота на 9 велешка дружина, роден в Младо или Старо Нагоричане[18]
- Михаил Нагорички, български духовник от Старо или Младо Нагоричане
- Райна Денкова Попова, съпруга на Борис Дрангов
- Серафим Спасов (? – 1906), български революционер
- Спиро Георгиев, български революционер, войвода на селската чета през 1907 година.[19]
- Тимотей Дебърско-Кичевски (р. 1951), митрополит на МПЦ
- поп Христо Нагорички, български възрожденец, деец на Кумановската българска община от Старо или Младо Нагоричане[20]